# Vendula Valdmannová
Vendula Valdmannová (* 10. Dezember 2007) ist eine tschechische Tennisspielerin.

## Karriere
Valdmannová spielt bislang vor allem Turniere der ITF Women’s World Tennis Tour, wo sie bislang einen Titel im Doppel gewinnen konnte.
2023 startete sie bei den Juniorinnenwettbewerben von Wimbledon, wo sie im Juniorinneneinzel als Qualifikantin mit einem 1:6, 6:2 und 7:67 Erstrundensieg gegen Iwa Iwanowa in die zweite Runde kam, dort aber gegen die topgesetzte Alina Alexandrowna Kornejewa mit 7:5, 3:6 und 5:7 verlor. Im Juniorinnendoppel verlor sie an der Seite ihrer Partnerin Darja Šuvirđonkova mit 6:4, 3:6 und [5:10] gegen Zuzanna Pawlikowska und Lily Taylor in der ersten Runde. Im August erhielt sie eine Wildcard für das Hauptfeld im Dameneinzel und zusammen mit ihrer Partnerin Amélie Šmejkalová für das Hauptfeld im Damendoppel des mit 60.000 US-Dollar dotierten Zubr Cup. Sowohl im Einzel als auch im Doppel verlor sie bereits in der ersten Runde. Bei den US Open erreichte sie als an Position 15 gesetzte Spielerin das Achtelfinale. Ende des Jahres erhielt sie im Dezember eine Wildcard für das Hauptfeld im Dameneinzel des mit 60.000 US-Dollar dotierten Empire Women’s Indoor III, wo sie in der ersten Runde mit 1:6 und 0:6 gegen Stephanie Wagner verlor.
2024 erreichte sie im Januar bei den Australian Open im Juniorinneneinzel das Achtelfinale und im Juniorinnendoppel an der Seite ihrer Partnerin Rose Marie Nijkamp das Viertelfinale. Bei den French Open erreichte sie im Juniorinneneinzel mit einem Dreisatzsieg über Antonia Vergara Rivera die zweite Runde, wo sie dann Ren Yufei mit 3:6 und 3:6 unterlag. Im Juniorinnendoppel scheiterte sie mit Partnerin Kristina Penickova gegen die an Position drei gesetzten und späteren Titelträgerinnen Renáta Jamrichová und Tereza Valentová bereits in der ersten Runde mit 5:7 und 4:6. In Wimbledon erreichte sie im Juniorinneneinzel das Halbfinale, im Juniorinnendoppel scheiterte sie an der Seite von Sonja Zhenikhova gegen Mika Stojsavljevic und Mingge Xu bereits in der ersten Runde. Bei den US Open erreichte sie im Juniorinneneinzel das Achtelfinale, im Juniorinnendoppel verlor sie mit Partnerin Lilli Tagger mit 6:74 und 4:6gegen Mika Stojsavljevic und Mingge Xu bereits in der ersten Runde. Im Oktober qualifizierte sie sich für das Hauptfeld der mit 60.000 US-Dollar dotierten J&T Banka Slovak Open, wo sie in der ersten Runde gegen die topgesetzte Océane Dodin mit 5:7 und 2:6 verlor. Bei den Empire Women’s Indoor IV konnte sie erstmals das Achtelfinale eines mit 60.000 US-Daollar dotierten ITF-Turniers erreichen.
2025 stand sie zu Beginn des Jahres im Aufgebot der tschechischen Mannschaft beim United Cup, kam aber nicht zum Einsatz. Bei den Australian Open scheiterte sie im Juniorinneneinzel als an Position 13 gesetzte Spielerin bereits in der ersten Runde mit 5:7 und 5:7 an Lea Nilsson. Im Juniorinnendoppel erreichte sie an der Seite von Tereza Krejčová das Halbfinale.
In der tschechischen Liga spielte Ticháčková von 2018 bis 2023 für den Tennis Hill Havířov o.s. und ab 2023 für den TK PRECHEZA Přerov o.s. In der polnischen Superliga Tenis 2023 spielte sie für den KT Kubala Ustroń.

## Turniersiege

### Doppel
| Nr. | Datum           | Turnier | Kategorie | Belag     | Partnerin    | Finalgegnerinnen                    | Ergebnis |
| --- | --------------- | ------- | --------- | --------- | ------------ | ----------------------------------- | -------- |
| 11. | 16. August 2025 | Vigo    | ITF W35   | Hartplatz | Joy de Zeeuw | Carol Young Suh Lee Tenika McGiffin | 7:5, 6:2 |

## Abschneiden bei Grand-Slam-Turnieren

### Juniorinneneinzel
| Turnier         | 2023 | 2024 | 2025 | Karriere |
| --------------- | ---- | ---- | ---- | -------- |
| Australian Open | —    | AF   | 1    | AF       |
| French Open     | —    | 2    | 2    | 2        |
| Wimbledon       | 2    | HF   | HF   | HF       |
| US Open         | AF   | AF   |      | AF       |

Zeichenerklärung: S = Turniersieg; F, HF, VF, AF = Einzug ins Finale / Halbfinale / Viertelfinale / Achtelfinale; 1, 2, 3 = Ausscheiden in der 1. / 2. / 3. Hauptrunde; nicht ausgetragen

### Juniorinnendoppel
| Turnier         | 2023 | 2024 | 2025 | Karriere |
| --------------- | ---- | ---- | ---- | -------- |
| Australian Open | —    | VF   | HF   | HF       |
| French Open     | —    | 1    | VF   | VF       |
| Wimbledon       | 1    | 1    | S    | S        |
| US Open         | —    | 1    |      | 1        |